# VR5
VR5 (znany także jako V5) – rodzaj silnika spalinowego produkowanego przez Volkswagena w latach 1997–2006. Jest to silnik widlasty o kącie rozwarcia cylindrów wynoszącym tylko 15°, dzięki czemu posiada tylko jedną głowicę. Pierwsze silniki VR5 powstały w oparciu o wcześniej opracowane VR6. Pierwsza odmiana VR5 miała po dwa zawory na cylinder i generowała moc 150 koni mechanicznych. Następna, unowocześniona wersja VR5 miała już po cztery zawory na każdy cylinder i generowała 170 koni mechanicznych.
Nazwa VR5 wzięła się od unikalnej konstrukcji i układu cylindrów. Jest to silnik widlasty, jednak przez bardzo mały kąt rozwarcia cylindrów przypomina wyglądem silnik rzędowy. Cylindry ułożone są w dwóch rzędach obok siebie, lecz są względem siebie nachylone w pionie pod kątem 15°. W praktyce silnik VR5 jest połączeniem silnika widlastego z rzędowym. V oznacza układ widlasty, R układ rzędowy a 5 – liczbę cylindrów.
W przeciwieństwie do VR6, VR5 nigdy oficjalnie nie znalazło się w nazwie modelu ani nie zostało wykorzystane jako oznaczenie silnika. We wszystkich modelach, w których stosowano VR5, silnik ten oznaczony był jako V5.

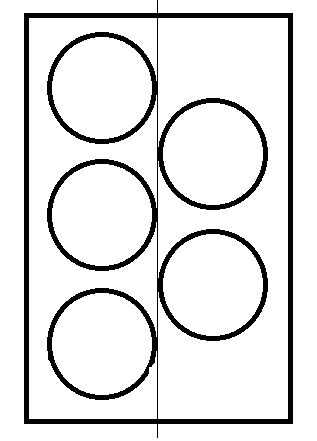
Układ cylindrów w silniku VR5

## Dane techniczne
|            | Oznaczenie | Lata produkcji | Pojemność | Rodzaj układu rozrządu | Moc                                | Maks. moment obr. [Nm]    | Liczba zaworów | Średnica cylindra | Skok tłoka | Stopień sprężania | Rodzaj wtrysku |
| ---------- | ---------- | -------------- | --------- | ---------------------- | ---------------------------------- | ------------------------- | -------------- | ----------------- | ---------- | ----------------- | -------------- |
| 2.3 V5 10v | AGZ        | 1997-2001      | 2324 cm³  | DOHC                   | 150 KM (110 kW) przy 5700 obr./min | 205 Nm przy 3200 obr./min | 10             | 81 mm             | 90,2 mm    | 10.1              | wielopunktowy  |
| 2.3 V5 20v | AQN, AZX   | 2001-2005      | 2324 cm³  | DOHC                   | 170 KM (125 kW) przy 6200 obr./min | 220 Nm przy 3200 obr./min | 20             | 81 mm             | 90,2 mm    | 10.8              | wielopunktowy  |

## Zastosowanie
Silniki VR5 stosowano w różnych modelach grupy VAG w latach 1997–2006. Przede wszystkim były to modele Volkswagena, ale silnik ten znalazł też swoje miejsce w Seacie.
- Volkswagen Passat B5 (AGZ), B5FL (AQN, AZX)
- Volkswagen Golf IV (AGZ, AQN)
- Volkswagen Bora (AGZ, AQN)
- Volkswagen New Beetle (AQN)
- Seat Toledo II (AGZ, AQN)